# لا نوویل-بوسمونت
لا نوویل-بوسمونت (به فرانسوی: La Neuville-Bosmont) یک کمون (فرانسه) در فرانسه است که در ان (ا-دو-فرانس) واقع شده‌است. لا نوویل-بوسمونت ۹٫۹۸ کیلومتر مربع مساحت دارد ۱۴۰ متر بالاتر از سطح دریا واقع شده‌است.